# Chalcopteryx radians
Chalcopteryx radians é uma espécie da ordem odonata, que foi descrita pela primeira vez por Friedrich Ris, em 1914. Chalcopteryx radians pertence ao gênero Chalcopteryx e à família Polythoridae.